# Lypsimena fuscata
Lypsimena fuscata là một loài bọ cánh cứng trong họ Cerambycidae.